# Stożek (Beskid Niski)
Stożek (852 m n.p.m.) – niewybitny szczyt w południowo-zachodniej części Beskidu Niskiego. 
Leży w tzw. Hańczowskich Górach Rusztowych, w jednym z grzbietów (prętów owego "rusztu"), który od Cigeľki przez Długi Dział (słow. Dlhy diel), Ostry Wierch, Białą Skałę i Wnyki ciągnie się w kierunku północno-zachodnim aż po Kamienny Wierch i Czereszenne. 
Szczyt Stożka wznosi się ok. 300 m na północny zachód nad przełęczą Prehyba. Jest zwornikiem, w którym od określonego wyżej grzbietu odgałęzia się ku zachodowi krótkie ramię, zakończone masywem Wierchu (738 m n.p.m.) nad doliną Białej Dunajcowej w Izbach.
Nazwa nawiązująca zapewne do stożkowego kształtu wierzchołka góry. W. Krygowski w latach 70. XX w. pisał jeszcze tylko o istnieniu w tym miejscu "(...) czuby (ok. 860 m)" o lesistych stokach. Jednak nowszy przewodnik po Beskidzie Niskim wspomina, iż mieszkańcy Izb nazywali masyw Wnyków (a więc zapewne i widoczny na nieco bliższym planie Stożek) właśnie "Stożkami".
Szczyt zarośnięty lasem, bez widoków. Nie biegnie przezeń żaden znakowany szlak turystyczny. Z tego względu rzadko odwiedzany przez turystów, chociaż jest dostępny leśną ścieżką od znaków żółtych na pobliskiej przełęczy Prehyba.